# Somorjai járás
A Somorjai járás (1910 előtt Felső csallóközi vagy Csallóközi felső járás) Pozsony vármegye egyik járása volt a Magyar Királyságban a trianoni békeszerződés előtt. Székhelye Somorja volt. Népessége az 1910-es népszámlálás szerint 30 327 fő volt.

## Települései
- Alsójányok
- Bacsfa
- Béke
- Bélvata
- Bucsuháza
- Bustelek
- Csallóköztárnok
- Csenke
- Csölle
- Csölösztő
- Csukárpaka
- Csütörtök
- Dénesd
- Doborgaz
- Dunahidas
- Éberhárd
- Előpatony
- Fél
- Felsőjányok
- Gutor
- Hideghét
- Illésháza
- Jóka
- Keszölcés
- Királyfia
- Kislég
- Kismadarász
- Kismagyar
- Kispaka
- Macháza
- Misérd
- Nagylég
- Nagymagyar
- Nagypaka
- Nagyszarva
- Nemesgomba
- Olgya
- Pozsonycsákány
- Pozsonypüspöki
- Sárosfa
- Somorja
- Szász
- Szemet
- Szunyogdi
- Tejfalu
- Tonkháza
- Torcs
- Újhelyjóka
- Úszor
- Vajasvata
- Vajka
- Vereknye
- Vők